# Robert Huber (Fussballspieler)
Robert Huber (geboren am 30. Mai 1975 in Muri AG) ist ein Schweizer Fussballspieler und Agrarwissenschaftler.

## Karriere
Der rechte Aussenverteidiger Huber absolvierte seine fussballerische Ausbildung bei den Junioren des FC Muri. In der Saison 1991/92 spielte er auch erstmals in der 1. Mannschaft des Amateurvereins in der 2. und später in der drittklassigen 1. Liga.
Dort wurde er vom FC Zürich entdeckt und wechselte 1995 zum FC Zürich in die Nationalliga A. Beim FC Zürich absolvierte er bis zum Sommer 1999 hundert Spiele. Um ein (2010 abgeschlossenes) Agronomie-Studium an der ETH Zürich absolvieren zu können, wechselte er anschliessend zum FC Winterthur in die Nationalliga B. In Winterthur spielte er während der Finanzkrise des Vereins und nach dem Abgang von Gábor Gerstenmájer wurde er 2001 Captain der Mannschaft und bekleidete diese Funktion bis zu seinem Rücktritt vom Profifussball im Jahr 2005. Nach seinem Rücktritt in Winterthur kehrte er zurück zum FC Muri und spielte dort noch während zweier Saisons in der damals viertklassigen 2. Liga interregional.